# متلازمة السمية الغازية
متلازمة التسمم الهوائي عبارة صاغها جان كريستوف بالوت وكريس ويندر (Chris Winder and Jean-Christophe Balouet) في عام 2000، لوصف ادعاءاتهم عن الآثار الصحية القصيرة والطويلة الأجل الناجمة عن استنشاق هواء مقصورة الطائرة الذي يُزعم أنه ملوث بمستويات سامة (تتجاوز الاجزاء المعروفة لكل مليون، مستويات امنة) بزيوت محركات ذرية أو مواد كيميائية أخرى.وجد تقييم أجرته لجنة علوم وتكنولوجيا مجلس النواب في المملكة المتحدة أن الادعاءات بالتأثيرات الصحية لا أساس لها من الصحة.لم يجد تحديث في عام 2008 أي دليل جديد مهم. اعتبارًا من عام 2013 لم يتم التعرف على هذه المتلازمة في الطب.